# Smeryngolaphria gurupi
Smeryngolaphria gurupi är en tvåvingeart som beskrevs av Artigas, Papavero och Therezinha Pimentel 1988. Smeryngolaphria gurupi ingår i släktet Smeryngolaphria och familjen rovflugor. Inga underarter finns listade i Catalogue of Life.